# هوانگ جی

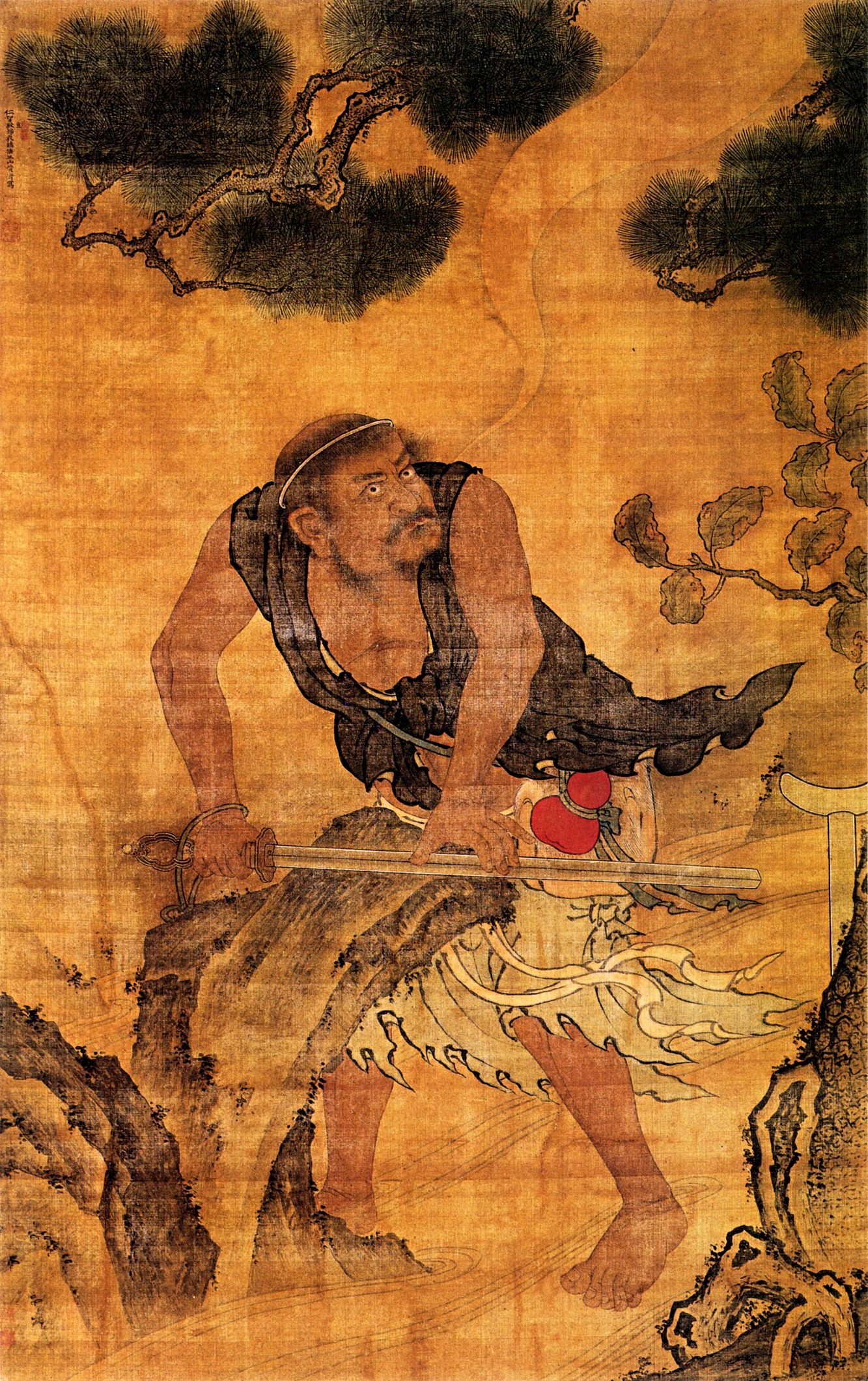
تیزکردن شمشیر اثر هوانگ جی، موزهٔ کاخ

هوانگ جی یا هوانگ چی (چینی ساده: 黄济، چینی سنتی: 黃濟، پین‌یین: Huáng Jì، وید جایلز: Huang Chi) از نقاشان درباری چینی در زمان پادشاهی مینگ بود. هوانگ جی در مین‌هو واقع در استان فوجیان چین زاده شد و بیشترین شهرتش برای کشیدن نگاره‌های انسانی بود. از تاریخ دقیق تولد و مرگ او اطلاعی در دست نیست. به گفته مورخان ان زمان هونگ جی اواخر عمر خود را به دستور امپراتور زمان خودش نقاشیهای مختلفی از طبیعت زیبای چین و همچنین دیوار بزرگ چین می‌کشد و امپراتور این نقاشیها را به سران کشورهایی که با آنها دوست بود هدیه می‌داد. هوانگ جی چندین نقاشی از طبیعت و دیوار چین ترسیم نموده که معلوم نیست به چه کسانی داده‌است.